# Сванберг, Ларс Фредерик
Ларс Фредерик Сванберг (швед. Lars Fredrik Svanberg; 13 мая 1805, Стокгольм — 16 июля 1878, Уппсала) — шведский химик и минералог, профессор  и ректор (1862-1863) Упсальского университета. Сын математика и астронома Онса Сванберга (1771—1851) и брат физика Адольфа Фердинанда Сванберга (1806–1857).
В честь Сванберга назван минерал — сванбергит.